# .htaccess
.htaccess (от hypertext и access) е конфигурационен файл, използван от уеб сървъра Apache. Този файл може да определя редица настройки на сървъра. Важи само за дадената директория, в която се намира файлът, и нейните поддиректории. Както всеки конфигурационен файл, .htaccess е текстовASCII файл и може да бъде редактиран с всеки текстов редактор. Файлът .htaccess задължително започва със знака точка.
.htaccess файлове се използват в почти всички Apache уеб сървъри по света. Има редица настройки, които не могат да бъдат направени по друг начин, освен с .htaccess, а има и такива, които .htaccess улеснява многократно. Повечето доставчици на хостинг поддържат .htaccess.
Файловете .htaccess действат като подмножество на глобалния конфигурационен файл на сървъра (като httpd.conf) за директорията, в която се намират, или всички поддиректории.

## Функции на .htaccess
- Може да позволи/забрани отварянето на страницата за определени IP адреси,
- Може да позволи/забрани извеждането на списък на файловете в дадена директория, както и да промени начина му на показване,
- Може да позволява достъпа до дадена директория, само след въвеждане на валидни потребителско име и парола (използва се допълнителен файл за съхранение на паролите),
- Може да пренасочва към друг URL адрес (различен от request uri-то),
- Може да пренаписва URL адреси (mod_rewrite),
- Може да играе ролята на vhosts.conf (в Apache),
- Може да забрани/позволи достъпа само до определени файлове,
- Може да промени index файла на директорията,
- Може да промени настройка на PHP,
- Може да промени съобщенията за грешки на Apache (404, 500, 401, 403).